# Festival Intervisão da Canção
O Festival Intervisão da Canção (ISC) (em inglês:  Intervision Song Contest) é um concurso de canções organizado para aos Estados pós-soviéticos e aos membros da Organização para Cooperação de Xangai. Anteriormente, era equivalente ao Festival Eurovisão da Canção no Bloco do Leste. Seu organizador é a Intervisão, uma rede de estações de televisão do Leste Europeu. O festival na maior parte das vezes, realizou-se na Ópera Florestal em Sopot, Polónia.

## História
O ISC foi realizado pela primeira vez em 1977, substituindo o Festival Internacional da Canção de Sopot (Sopot ISF), que acontecia na cidade polaca desde 1961. Em 1981, o ISC/Sopot ISF foi cancelado devido ao advento do movimento sindical independente Solidarność (Solidariedade), que foi julgado por outros países do Bloco do Leste como uma contrarrevolução. A partir de 1984, o canal polaco TVP recomeçou a organização deste festival, com o nome antigo de Sopot ISF. Os ganhadores do Sopot ISF recebiam o galardão Amber Rouxinol.
A competição teve uma forma interessante de votar, já que muitas pessoas não possuíam telemóveis, os espectadores acendiam as luzes caso gostassem da canção, e quando não gostavam, eram apagadas. De acordo com a carga experimentada na rede elétrica, os pontos eram concedidos de acordo com cada concorrente.
Em 2009, o presidente russo Vladimir Putin propôs a retomada da competição, mas desta vez entre a Rússia, China e os países da Ásia Central, onde a maioria são membros da Organização para Cooperação de Xangai.

## Participação
O festival é aberto aos membros da Comunidade dos Estados Independentes, Organização para Cooperação de Xangai e para as Ex-repúblicas soviéticas (incluindo os Países Bálticos).
| País              | Ano de estreia | Ano de retirada | Ano de regresso | Número de entradas | Vitórias | Emissora(s)                     |
| ----------------- | -------------- | --------------- | --------------- | ------------------ | -------- | ------------------------------- |
| Alemanha Oriental | 1977           | 2008            |                 | 4                  | 0        | DFF                             |
| Armênia           | 2008           | Inerte          |                 | 1                  | 0        | APMTV                           |
| Azerbaijão        | 2008           | Inerte          |                 | 1                  | 0        | İTV                             |
| Bélgica           | 1979           | 1980            |                 | 1                  | 0        | VRT (Neerlandês) RTBF (Francês) |
| Bielorrússia      | 2008           | Inerte          |                 | 1                  | 0        | BTRC                            |
| Bulgária          | 1977           | 2008            |                 | 4                  | 0        | BNT                             |
| Canadá            | 1978           | 1979            |                 | 1                  | 0        | CBC                             |
| Cazaquistão       | 2008           |                 |                 | 2                  |          | ATV                             |
| Checoslováquia    | 1977           | 2008            |                 | 4                  | 1        | CST                             |
| China             | 2015           |                 |                 | 1                  |          | CCTV                            |
| Cuba              | 1977           | 1978, 2008      | 1979            | 3                  | 0        | ICRT                            |
| Espanha           | 1977           | 2008            |                 | 4                  | 0        | TVE                             |
| Finlândia         | 1977           | 2008            |                 | 4                  | 1        | Yle (Finlandês)                 |
| Hungria           | 1977           | 2008            |                 | 4                  | 0        | MTV                             |
| Jugoslávia        | 1977           | 1978, 2008      | 1979            | 3                  | 0        | JRT                             |
| Letónia           | 2008           | Inerte          |                 | 1                  | 0        | LTV                             |
| Marrocos          | 1979           | 1980            |                 | 1                  | 0        | SNRT                            |
| Moldávia          | 2008           | Inerte          |                 | 1                  | 0        | TRM                             |
| Países Baixos     | 1980           | 2008            |                 | 1                  | 0        | NOS (1956–2009)                 |
| Polónia           | 1977           | 2008            |                 | 4                  | 1        | TVP                             |
| Portugal          | 1979           | 1980            |                 | 1                  | 0        | RTP                             |
| Roménia           | 1977           | 2008            |                 | 4                  | 0        | TVR                             |
| Quirguistão       | 2008           |                 |                 | 2                  |          | KTR                             |
| Rússia            | 2008           |                 |                 | 2                  |          | C1R                             |
| Suíça             | 1980           | 2008            |                 | 1                  | 0        | SRG SSR                         |
| Tajiquistão       | 2008           |                 |                 | 2                  | 1        |                                 |
| Turquemenistão    | 2008           | Inerte          |                 | 1                  | 0        | TTV                             |
| Ucrânia           | 2008           | Inerte          |                 | 1                  | 0        | NTU                             |
| União Soviética   | 1977           | 2008            |                 | 4                  | 1        | CT USSR                         |
| Uzbequistão       | 2008           |                 |                 | 2                  |          | NTRC                            |

Legenda
     Ex-participantes – Países que participaram no passado, mas retiraram-se.

Participantes desde 1977:
Participou pelo menos uma vez
Nunca participaram, mas estão autorizados

## Vencedores

### Por edição
| Ano                                       | Data            | Cidade anfitriã | País vencedor                | Intérprete         | Canção                                 | Línguas   | Tradução em português       |
| ----------------------------------------- | --------------- | --------------- | ---------------------------- | ------------------ | -------------------------------------- | --------- | --------------------------- |
| 1977                                      | 24–27 de Agosto | Sopot           | Checoslováquia               | Helena Vondráčková | "Malovaný džbánku"                     | Checo     | Jarro pintado               |
| 1978                                      | 23–26 de Agosto | Sopot           | União Soviética              | Alla Pugacheva     | "Vsyo mogut koroli" (Всё могут короли) | Russo     | Os reis podem fazer de tudo |
| 1979                                      | 22–25 de Agosto | Sopot           | República Popular da Polónia | Czesław Niemen     | "Nim przyjdzie wiosna"                 | Polaco    | A primavera virá            |
| 1980                                      | 20–23 de Agosto | Sopot           | Finlândia                    | Marion Rung        | "Hyvästi yö"                           | Finlandês | Onde está o amor?           |
| Não houve competições entre 1981 até 2007 |                 |                 |                              |                    |                                        |           |                             |
| 2008                                      | 28–31 de Agosto | Sóchi           | Tajiquistão                  | Tahmina Niyazova   | "Hero"                                 | Inglês    | Herói                       |
| Não houve competições entre 2009 até 2014 |                 |                 |                              |                    |                                        |           |                             |
| 2015                                      |                 | Sóchi           |                              |                    |                                        |           |                             |

### Por país
| Vitórias | País            | Ano  |
| -------- | --------------- | ---- |
| 1        | Tajikistan      | 2008 |
| 1        | Finlândia       | 1980 |
| 1        | Polónia         | 1979 |
| 1        | União Soviética | 1978 |
| 1        | Checoslováquia  | 1977 |

### Por idioma
| Vitórias | Língua    | Ano  |
| -------- | --------- | ---- |
| 1        | Inglês    | 2008 |
| 1        | Finlandês | 1980 |
| 1        | Polaco    | 1979 |
| 1        | Russo     | 1978 |
| 1        | Checo     | 1977 |